# Bogár László
Bogár László Miklós (Miskolc, 1951. április 22. –) magyar közgazdász, politikus, volt országgyűlési képviselő, egyetemi oktató, publicista. Szélsőséges összeesküvés-elméletek híve és terjesztője.

## Életrajza
Általános és középiskolai tanulmányait Miskolcon végezte. 1969-ben érettségizett a Kilián György Gimnázium francia tagozatán. Felsőfokú tanulmányait a Marx Károly Közgazdaságtudományi Egyetem nemzetközi kereskedelempolitika szakán folytatta, ahol 1973-ban közgazdász diplomát szerzett. 1986-ig Miskolcon élt és az államigazgatásban dolgozott. Ugyanezen évben doktorált, és családjával Budapestre költözött. 1990-től 1998-ig országgyűlési képviselő. 1991-től a politikai tudományok kandidátusa. 2002-től a Károli Gáspár Református Egyetem docense. Alapvető kutatási területe a globalitás hatalmi rendszere. Munkássága elismeréseként 2011. november 17-én a Fővárosi Közgyűlés Pro Urbe-díjjal tüntette ki.
Nős, két gyermek édesapja.

## A politikában
Politikai pályafutása során számos párthoz csatlakozott. 1978-tól 1989-es feloszlásáig tagja volt a Magyar Szocialista Munkáspártnak (MSZMP). 1988 szeptemberétől tagja volt a Magyar Demokrata Fórumnak (MDF) is (a lakiteleki alapítók egyike), s részt vett a párt gazdasági programjának kidolgozásában. Az 1990. évi országgyűlési választásokon az MDF Borsod-Abaúj-Zemplén megyei listavezetőjeként került be a parlamentbe. 1990 és 1994 között a Nemzetközi Gazdasági Kapcsolatok Minisztériumának politikai államtitkára volt. Az 1994. évi országgyűlési választásokon ismét bejutott a parlamentbe. 1996-ban a Magyar Demokrata Néppárt (MDNP) frakciójához csatlakozott. A Fidesz kormányra kerülésével 1998 és 2002 között a Miniszterelnöki Hivatal politikai államtitkára, az első Orbán-kormány Stratégiai Elemző Központjának vezetője volt.

## Nemzetprogramja
2008 tavaszán a Koinónia folyóiratban háromrészes esszében tette közzé nemzetprogramját. 12 pontban jellemezte a magyarság állapotát, problémáit. Három válsággócot írt le: 1) a közbeszéd válsága, 2) a rendszer válsága 3) a társadalmi újratermelés válsága. A problémákra 2008 őszén (az akkori válság – a Lehman Brothers bedőlése, tőzsdepánik – idején) az alábbi iránypontokat fogalmazta meg a következő kormány számára (a teljes előadás itt):
- Egy új alkotmányt – mely a magyar nemzet létszervező erejének megnyilvánulása – létrehozni; ez alapján egy tárgyaló küldöttséget kiállítani, mely ez alkotmányra hivatkozva képviseli a nemzeti érdekeket, ez lenne a Magyar Nemzeti Tárgyaló Küldöttség, valamint kikényszeríteni a bennünket kifosztó globális háttérhatalom részéről egy küldöttség kiállítását, Argentína esetét hozva fel 2001-ből, mely elbeszélése szerint erre képes volt – ez implicite az államadósság valamiféle újratárgyalását is jelenti. A majdani új kormány egyik első feladata e küldöttség fölállításának elősegítése kell legyen. „Ha ezt az új kormány nem deklarálja, akkor önmagában a kormányváltás semmiféle jelentőseggel nem bír.”
- A magyar családok szétroncsolt helyzetének támogatására és helyreállítására „hatalmas méretű, ezermilliárdos újraelosztási folyamatokra, az egész adórendszert totálisan átalakítva” van szükség;
- A kereskedelmi tévék „ocsmány, uszító, pusztító” reklámjainak azonnali betiltása;
- „Az adó a becsületes és felelős állam és becsületes és felelős állampolgár közötti szerződés”, az adó mértéke 5% Hongkongban és 55% Svédországban, mégis sikeres ország mindkettő, önmagában nem az adók nagysága a baj. Az adócsökkentés a gazdagnak kedvez, mert több jövedelmet tud megtartani. Czakó Gábort idézte: „Utolsó nemzeti védművünk az állam”, és minden radikális adócsökkentés radikális államtalanítást is jelent. „Csakis az erős nemzetállam menthet meg minket, ennek jegyében radikális adónövelésre van szükség a bennünket kifosztó globális tőkével (bankok és multinacionális vállalatok) szemben.”
- A magánnyugdíj-rendszer felszámolása;
- Progresszív, többkulcsos személyi jövedelmi adó, példának hozta az 50-es évekbeli USA-t, ahol a legfelső adókulcs 90% volt; „aki az egykulcsos adórendszert követeli, az, ha úgy tetszik, nemzetvesztő gazember”.
- Az 1989-es statisztikai évkönyvben még szereplő Nemzeti Vagyon fogalmának visszahozása; ez gyakorlati értelemben a nemzeti vagyon felmérését, egy nemzeti vagyonleltár készítését jelenti.

A 2010-es kormányváltásnál e követelésekből csak magánnyugdíjpénztárak államosítása valósult meg. A hivatalba lépő második Orbán-kormány éppenséggel a Bogár által oly élesen elítélt egykulcsos személyi jövedelemadót vezette be. Ami az adónövelést illeti a bankokkal szemben, az Orbán-kormány bevezetett egyfajta bankadót, amit azonban a bankok többségében sikeresen az ügyfelekre hárítottak, 2016-ra a magyarországi bankok keresték legtöbbet az ügyfeleiken. Szintén, a névleg bankokat terhelő tranzakciós illeték és pénzfelvételi illeték gyakorlatban az ügyfeleket, a lakosságot terheli. Ami a multinacionális vállalatokat terhelő adókat illeti, a kormány az EU legalacsonyabb társasági adóját valósította meg. A lettek után mi támogatjuk legjobban a multikat egész Európában.

## Tevékenységének kritikája
Az utóbbi évtizedben világnézete a szélsőséges konspirációs elméletek irányába mozdult, amelyek szerint a világban mutatkozó tendenciák háttérhatalmak összeesküvésének tekinthetők. Ilyen nézeteket hangoztat és nyiltan zsidóellenes megnyilvánulásai vannak, amelyeknek teret engednek a kormányközeli médiumok is. Ezt erősíti, hogy az orosz-ukrán háború megindulása után az orosz kormánypropaganda egyik szócsövévé vált Magyarországon. Torz világmagyarázatait, kibontakozó áltudományos történetfilozófiáját, gyűlölködő "nyugatellenes" fanatizmusa megnyilvánulásait sokezres követőtábor követi, ugyanakkor tevékenységével nemzettársai közötti szellemi és ideológiai szétszakadást növeli sértő és kirekesztő tartalmaival.
- Ne higgyetek a szemeteknek! 2013. január 26.[9]
- A kommunista múlt igazságtalanságai helyett zavarodott világösszeesküvést adott le a köztévé. 2014. január 9.[10]
- Bogár László bezáratja az internetet. 2014. november 6.[11]
- Napi Bogár: a berlini fal igaz története. 2014. november 11.[12]
- A Bónusz Brigád segít leleplezni a zsidók titkos tervét az emberiség kiirtására. 2015. szeptember 24.[13]
- Beszabadult Bogár a közmédiába: itt az Igazság, de hol az igazság? 2015. november 2.[14]
- Bement egy őrült ember a nemzeti hírtévébe őrültségeket beszélni, és a nemzeti hírügynökség már le is hozta az őrültségeit. 2015. november 2.[15]
- Matolcsy és Bogár László kőkeményen tőzsdéznek a pénzünkből. 2016. május 31.[16]
- Nevetséges 75 ezer forintra büntette a médiahatóság az emberi hulladékok milliárdjairól fröcsögő Magyar Hírlapot. 2017. november 23.[17]
- „Oroszország nem fogja megtámadni Ukrajnát, ezt egy hülye is tudja”. 2022. február 24.[18]
- Végre kiderült a fideszes tévéből, hogy nemcsak az ukrán-orosz háborút, de az első és a második világháborút is az USA provokálta ki. 2022. március 9.[19]
- Bogár László szerint „Dózsa György a legpusztítóbb ügynök volt”. 2023. március 19.[20]
- Sebestyén Balázs is döntős volt, de végül Bagdy Emőke kapta a Laposföld-díjat. 2023. április 23.[21]

## Közszereplés
Kiterjedt politikai és publicisztikai szereplése ellenére nem tekinti magát közszereplőnek, így a kommunista rezsim titkosszolgálati iratait őrző Állambiztonsági Szolgálatok Történeti Levéltárában esetlegesen róla őrzött iratok megtekintését letiltotta.
A Civil Összefogás Fórum által rendezett összejöveteleken előadásokat tartott. A 2020-as évek első felétől rendszeres szereplője Boros Imrével a különböző rendezvényeknek, illetve Bayer Zsolt vendégei a Hír Tv csatornánál a Háttérkép című műsorban.  A YouTube videomegosztón "Egy Bogár Naplója" címmel adja közre különböző politikai jellegű és globalizációt érintő témákkal kapcsolatban a véleményeit.

## Díjai
- Pro Urbe Budapest (2011)
- A Magyar Érdemrend középkeresztje (2020)[26]

## Művei
- A fejlődés ára. Gazdasági nehézségeink főbb okainak történeti aspektusa; Közgazdasági és Jogi, Bp., 1983 (Időszerű közgazdasági kérdések)
- Kitörési kísérleteink. Egy modernizációs csapda anatómiája; Közgazdasági és Jogi, Bp., 1989 (Fehéren feketén)
- A nemzeti parlamentek az Európai Unió döntéshozatalában; összeáll. Bogár László; Országgyűlés Hivatala, Bp., 2003
- Magyarország és a globalizáció; Osiris, Bp., 2003 (Osiris könyvtár Politológia)
- Bokros újratöltve. A megszorítások mitológiájának mélyszerkezete. Kísérlet egy történeti összegzésre; Kairosz, Bp., 2006 (...és mégis élünk!)
- Magyarország európai integrációjának történeti aspektusai; MEH Nemzeti Fejlesztési Hivatal, Bp., 2006 (Európai műhelytanulmányok)
- Hálózatok világuralma (Argumentum, 2007)
- Örvényben. Bogár László közgazdásszal beszélget Benkei Ildikó; Kairosz, Bp., 2008 (Magyarnak lenni)
- Magyarország felszámolása (Kairosz, 2008)
- Válság és valóság (Éghajlat, 2009) – Drábik Jánossal és Varga Istvánnal közösen
- Idegrendszerváltás (Kairosz, 2009)
- A rendszerváltás bukása (Kairosz, 2010)
- Lefelé a létezés lejtőin (Kairosz, 2011)
- Bogár-gyűjtemény (Kairosz, 2011)
- Globalobüntiben (Kairosz, 2012)
- Háború a nemzet ellen (Kairosz, 2012)
- Globális örvénylések (Kairosz, 2013)
- Háttér-képek (Kairosz, 2013)
- Bogártankönyv; Kairosz, Bp., 2014 (...és mégis élünk!)
- Tékozló ország; Kairosz, Bp., 2014 (...és mégis élünk!)
- Hol vagyon a vagyon?; Kairosz, Bp., 2015 (...és mégis élünk!)
- Globális háborúk örvényeiben; Kairosz, Bp., 2015 (...és mégis élünk!)
- Boros Imre–Bogár László–Bayer Zsolt: Háttérképek háttérképe; Kairosz, Bp., 2016
- Az álomnak vége; Kairosz, Bp., 2016 (...és mégis élünk!)
- A jövő elkezdődött; Kairosz, Bp., 2016 (...és mégis élünk!)
- Abszurditások világa; Kairosz, Bp., 2017 (...és mégis élünk!)
- Birodalmak alkonya; Kairosz, Bp., 2017 (...és mégis élünk!)
- Folyamatos jövő; Kairosz, Bp., 2018 (...és mégis élünk!)
- Válaszúton; Kairosz, Bp., 2018 (...és mégis élünk!)
- Végfelszámolás; Kairosz, Bp., 2019 (...és mégis élünk!)
- Vendég a Présházban Archiválva 2019. december 10-i dátummal a Wayback Machine-ben – Molnár Pállal közösen alkotott kötet, 2019, Kairosz
- Végidők; Kairosz, Bp., 2020 (...és mégis élünk!)
- Történelmi háttérkép. A szakralitástól a modernitáson át a globalitásig; Erdélyi Szalon, Szentendre, 2022